# کرایزان
کرایزان (انگلیسی: Cryzan؛ زادهٔ ۷ ژوئیهٔ ۱۹۹۶) بازیکن فوتبال اهل برزیل است که برای باشگاه فوتبال شاندونگ تایشان در پست مهاجم بازی می‌کند.
از باشگاه‌هایی که در آن بازی کرده‌است می‌توان به اتلتیکو پارانائنزه اشاره کرد.

## افتخارات
اتلتیکو پارانائنزه
- قهرمانی پارانائنزه: ۲۰۱۶

سرکل بروژ
- لیگ حرفه‌ای چلنجر: ۱۸–۲۰۱۷

شاندونگ تایشان
- جام حذفی فوتبال چین: ۲۰۲۲[۱]